# 郊野公園

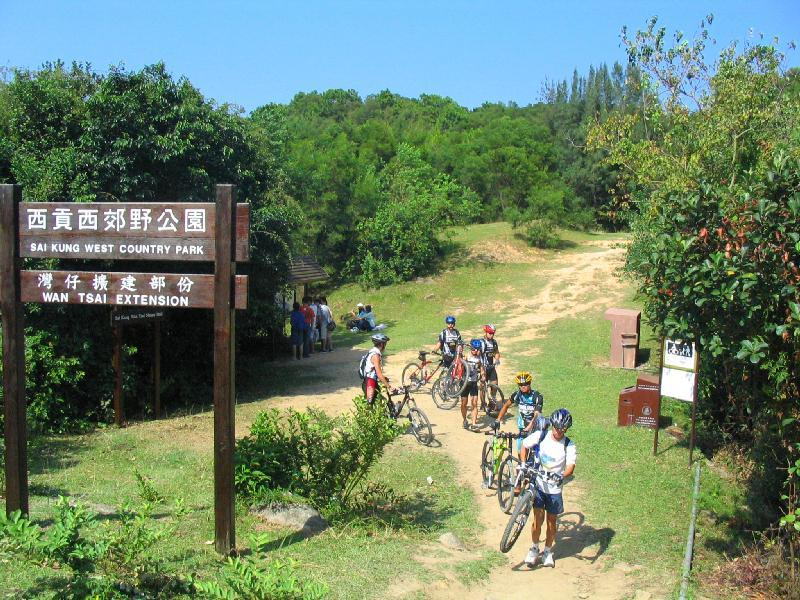
郊野公園

郊野公園是一個給遊人享受郊遊樂趣的公園。

## 用途
郊野公園的存在，是為了使市民在鄰近市區的地方可以享受到郊野的康樂和教育設施，而無需深入廣大的國家公園。至於闢設特別地區的目的，則主要是為了保護大自然。

## 英國
「郊野公園」這名稱源自英國。在英格蘭和威爾士地區，有大約270個郊野公園。這個郊野公園大部份都是英國政府在1970年代根據《Countryside Act 1968》所劃分出來的。近年來因為缺乏經濟上的支持，少了新的郊野公園。而除了小部份的私營郊野公園之外，大部份的都是由地方部門所管理。

## 香港
香港在殖民地時期的1967年探討設立郊野公園，於1976年制定《郊野公園條例》，將香港40%的地方闢設為郊野公園。而在1996年頒布的海岸公園及海岸保護區規例更把香港的海洋環境納入保護區域。截至2024年，香港共25個郊野公園、22個特別地區、7個海岸公園及1個海岸保護區，佔香港全境用地比例最高。

## 澳門
截至2024年，澳門設有4個郊野公園，分別是位於氹仔的大潭山郊野公園以及位於路環的石排灣郊野公園、黑沙水庫郊野公園、九澳水庫郊野公園。

## 中國大陸
上海市設有若干郊野公園，包括嘉北郊野公園、上海青西郊野公園、浦江郊野公園、上海廊下郊野公園、長興島郊野公園、合慶郊野公園、松南郊野公園、廣富林郊野公園。
深圳亦設有少量郊野公園，包括塘朗山郊野公園、馬巒山郊野公園、銀湖山郊野公園、梅林山郊野公園、燕晗山郊野公園、嶂背郊野公園等等。不過深圳市更多的公園都稱為森林公園。